# ابراهیم بن محمد امیر
ابراهیم حمزی حسنی هاشمی شهرت‌یافته به ابراهیمِ بن محمد امیر (۱۷۲۹، صنعا - ۱۷۷۹، مکه) (نسب: ابراهیم بن محمد بن اسماعیل) مفسر صوفی زیدی یمنی در سدهٔ هجدهم میلادی/دوازدهم هجری بود. فتح الرحمان فی تفسیر القرآن بالقرآن، فتح المتعال الفارق بین أهل الهدی و الضلال و مجموع از آثار اوست. او همچنین به شعر پرداخت، از خاندان «بیت الأمیر» در صنعا بوده‌است.